# Calcio Monza 2002-2003
Questa pagina raccoglie le informazioni riguardanti il Calcio Monza nelle competizioni ufficiali della stagione 2002-2003.

## Stagione
Nella stagione 2002-2003, dopo la retrocessione il Monza partecipa per la prima volta nella sua storia al campionato di Serie C2, disputando il girone A. L'allenatore è Simone Boldini, già alla guida della squadra biancorossa nei campionati di C1 1994-1995 e 1995-1996, nonché nella stagione precedente terminata con l'amara retrocessione in quarta serie. Tuttavia, Boldini viene esonerato a fine ottobre, dopo la sconfitta (2-1) subita a Mestre, la quarta in nove giornate, e sostituito da Oscar Piantoni alla decima giornata. Il Monza conclude il campionato con 50 punti al sesto posto, fuori dai playoff a tre lunghezze dalla quinta la Pro Sesto, con uno score di 13 vittorie, 11 pareggi e 10 sconfitte, sono salite in Serie C1 il Pavia diretto ed il Novara che ha vinto i playoff. Miglior realizzatore dei brianzoli per questa stagione Davide Sinigaglia autore di 15 reti, 2 in Coppa Italia e 13 in campionato. Nella Coppa Italia il Monza vince il girone C di qualificazione, ma esce nei sedicesimi di finale superato nel doppio confronto con l'Albinoleffe.

## Rosa
| N. |                   | Ruolo | Calciatore          |
| -- | ----------------- | ----- | ------------------- |
|    | Italia (bandiera) | D     | Nicola Antonellini  |
|    | Italia (bandiera) | C     | Luca Baldo          |
|    | Italia (bandiera) | D     | Manuel Benetti      |
|    | Italia (bandiera) | C     | Mauro Borghetti     |
|    | Italia (bandiera) | A     | Emanuele Cancellato |
|    | Italia (bandiera) | C     | Gabriele Davanzante |
|    | Italia (bandiera) | D     | Cristiano Giaretta  |
|    | Italia (bandiera) | C     | Luca Leone          |
|    | Italia (bandiera) | D     | Cristian Maggioni   |
|    | Italia (bandiera) | A     | Gianni Margheriti   |
|    | Italia (bandiera) | D     | Patrick Moro        |

| N. |                   | Ruolo | Calciatore         |
| -- | ----------------- | ----- | ------------------ |
|    | Italia (bandiera) | C     | Stefano Pagani     |
|    | Italia (bandiera) | C     | Adriano Panepinto  |
|    | Italia (bandiera) | A     | Matteo Pelatti     |
|    | Italia (bandiera) | C     | Filippo Pensalfini |
|    | Italia (bandiera) | D     | Marco Piccioni     |
|    | Italia (bandiera) | P     | Luca Redaelli      |
|    | Italia (bandiera) | P     | Luca Davide Righi  |
|    | Italia (bandiera) | A     | Davide Sinigaglia  |
|    | Italia (bandiera) | D     | Luca Suprani       |
|    | Italia (bandiera) | C     | Giuseppe Ticli     |
|    | Italia (bandiera) | D     | Davide Zoboli      |

## Risultati

### Campionato

#### Girone di andata
| Arbitro: | Italiani (L'Aquila) |

|  |           |                       |
|  | Marcatori | 5’ Corradi 60’ Albano |

| Arbitro: | Di Renzo (Ostia Lido) |

|                  |           |  |
| Shala 32’ (rig.) | Marcatori |  |

| Arbitro: | Landolfo (Frattamaggiore) |

|                                     |           |                           |
| La Cagnina 34’ Ambrosoni 82’ (rig.) | Marcatori | 25’ Pagani 38’ Cancellato |

| Monza 22 settembre 2002 4ª giornata | Monza          | 0 – 0 | Pordenone | Stadio Brianteo\| Arbitro: \| Marti (Modena) \| |
| Arbitro:                            | Marti (Modena) |       |           |                                                 |

| Arbitro: | Masin (Cervignano del Friuli) |

|                        |           |  |
| M. Pau 39’ Coletto 78’ | Marcatori |  |

| Arbitro: | Saveri (Viterbo) |

|              |           |  |
| Giaretta 60’ | Marcatori |  |

| Arbitro: | Bo (Genova) |

|             |           |            |
| G. Rossi 5’ | Marcatori | 22’ Zoboli |

| Arbitro: | Zin (Cervignano del Friuli) |

|                                |           |                 |
| Pelatti 9’, 25’ Sinigaglia 59’ | Marcatori | 77’ De Battisti |

| Arbitro: | Torella (Roma) |

|                   |           |                |
| Cosa 41’ Izzo 83’ | Marcatori | 64’ Cancellato |

| Arbitro: | Lena (Ciampino) |

|                       |           |                               |
| Leone 24’ Pelatti 67’ | Marcatori | 61’ Mallus 77’ (rig.) Noselli |

| Arbitro: | De Luca (Pescara) |

|           |           |             |
| Leone 13’ | Marcatori | 88’ Bertoni |

| Arbitro: | Masiero (Mestre) |

|  |           |                            |
|  | Marcatori | 23’ Pelatti 53’ Sinigaglia |

| Arbitro: | Fabiano (Salerno) |

|                     |           |             |
| Margheriti 67’, 86’ | Marcatori | 77’ A. Comi |

| Arbitro: | Padovan (Conegliano) |

|  |           |                |
|  | Marcatori | 63’ Sinigaglia |

| Arbitro: | Capozzi (Vicenza) |

|                |           |  |
| Sinigaglia 37’ | Marcatori |  |

| Arbitro: | Stefanini (Prato) |

|            |           |  |
| Palombo 7’ | Marcatori |  |

| Monza 22 dicembre 2002 17ª giornata | Monza          | 0 – 0 | Valenzana | Stadio Brianteo\| Arbitro: \| Marti (Modena) \| |
| Arbitro:                            | Marti (Modena) |       |           |                                                 |

#### Girone di ritorno
| Arbitro: | Ciampi (Roma) |

|  |           |                     |
|  | Marcatori | 21’, 90’ Margheriti |

| Monza 12 gennaio 2003 19ª giornata | Monza               | 0 – 0 | Legnano | Stadio Brianteo\| Arbitro: \| Caristia (Siracusa) \| |
| Arbitro:                           | Caristia (Siracusa) |       |         |                                                      |

| Arbitro: | Giordano (Caltanissetta) |

|                |           |           |
| Sinigaglia 53’ | Marcatori | 16’ Nordi |

| Arbitro: | Velotto (Grosseto) |

|          |           |  |
| Pasa 90’ | Marcatori |  |

| Arbitro: | Di Fiore (Aosta) |

|                             |           |                    |
| Pagani 43’ Sinigaglia 90+2’ | Marcatori | 78’ M. Pau 80’ Job |

| Arbitro: | Ciancaleoni (Foligno) |

|               |           |  |
| Facciotto 70’ | Marcatori |  |

| Arbitro: | Guerriero (Catanzaro) |

|                              |           |  |
| Pelatti 43’ Margheriti 90+3’ | Marcatori |  |

| Thiene 2 marzo 2003 25ª giornata | Thiene             | 0 – 0 | Monza | Stadio Guido Miotto\| Arbitro: \| Didato (Agrigento) \| |
| Arbitro:                         | Didato (Agrigento) |       |       |                                                         |

| Arbitro: | De Luca (Pescara) |

|                     |           |  |
| Sinigaglia 47’, 77’ | Marcatori |  |

| Arbitro: | Sacco (Civitavecchia) |

|  |           |            |
|  | Marcatori | 46’ Pagani |

| Montichiari 30 marzo 2003 28ª giornata | Montichiari      | 0 – 0 | Monza | Stadio Romeo Menti\| Arbitro: \| Lioce (Molfetta) \| |
| Arbitro:                               | Lioce (Molfetta) |       |       |                                                      |

| Arbitro: | Squillace (Catanzaro) |

|  |           |                                      |
|  | Marcatori | 46’ Zoboli 48’ Pontarollo 86’ Maiolo |

| Arbitro: | Marzaloni (Rimini) |

|  |           |                                           |
|  | Marcatori | 47’ Giaretta 66’ Sinigaglia 90+3’ Pelatti |

| Arbitro: | Liberti (Genova) |

|                                  |           |                            |
| Piccioni 66’ Sinigaglia 67’, 73’ | Marcatori | 33’ Cognata 61’ Galimberti |

| Arbitro: | Bo (Genova) |

|  |           |                                            |
|  | Marcatori | 12’ Sinigaglia 53’ Pelatti 90+1’ Panepinto |

| Arbitro: | Masiero (Mestre) |

|  |           |             |
|  | Marcatori | 79’ Palombo |

| Arbitro: | Rocchi (Firenze) |

|                            |           |                |
| Lauria 64’ Malatesta 90+8’ | Marcatori | 37’ Sinigaglia |

### Coppa Italia

#### Girone C
| Arbitro: | Marelli (Como) |

|              |           |            |
| Piccioni 51’ | Marcatori | 44’ M. Pau |

| Arbitro: | Lops (Torino) |

|  |           |                |
|  | Marcatori | 38’ Sinigaglia |

| Arbitro: | Giachero (Pinerolo) |

|                            |           |  |
| Pensalfini 1’ Piccioni 79’ | Marcatori |  |

| Arbitro: | Salati (Trento) |

|  |           |                                 |
|  | Marcatori | 86’ Davanzante 90+3’ Sinigaglia |

| 4 settembre 2002 5ª giornata |  | – Turno di riposo Monza |  |  |

#### Sedicesimi di finale
| Arbitro: | Giachero (Pinerolo) |

|  |           |                                 |
|  | Marcatori | 16’, 79’ Spampatti 41’ Salandra |

| Arbitro: | Finazzi (Torino) |

|               |           |                     |
| Garlini 90+3’ | Marcatori | 65’ (aut.) Birolini |

## Statistiche

### Statistiche di squadra
| Competizione         | Punti | In casa | In casa | In casa | In casa | In casa | In casa | In trasferta | In trasferta | In trasferta | In trasferta | In trasferta | In trasferta | Totale | Totale | Totale | Totale | Totale | Totale | DR |
| Competizione         | Punti | G       | V       | N       | P       | Gf      | Gs      | G            | V            | N            | P            | Gf           | Gs           | G      | V      | N      | P      | Gf     | Gs     | DR |
| -------------------- | ----- | ------- | ------- | ------- | ------- | ------- | ------- | ------------ | ------------ | ------------ | ------------ | ------------ | ------------ | ------ | ------ | ------ | ------ | ------ | ------ | -- |
| Serie C2             | 50    | 17      | 7       | 7       | 3       | .       | .       | 17           | 6            | 4            | 7            | .            | .            | 34     | 13     | 11     | 10     | 37     | 29     | +8 |
| Coppa Italia Serie C | 11    | 3       | 1       | 1       | 1       | 3       | 4       | 3            | 2            | 1            | 0            | 4            | 1            | 6      | 3      | 2      | 1      | 7      | 5      | +2 |